# Degraa

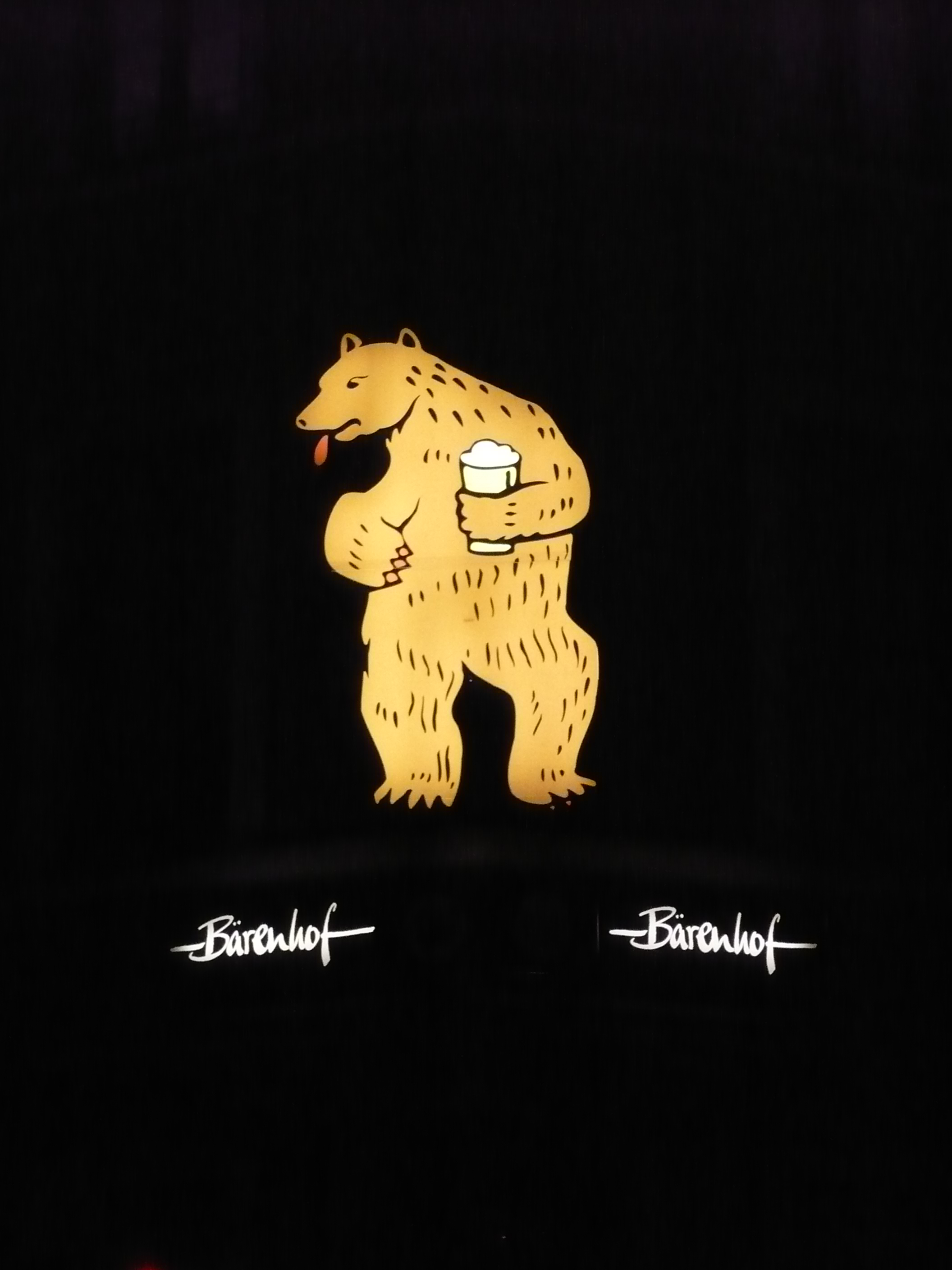

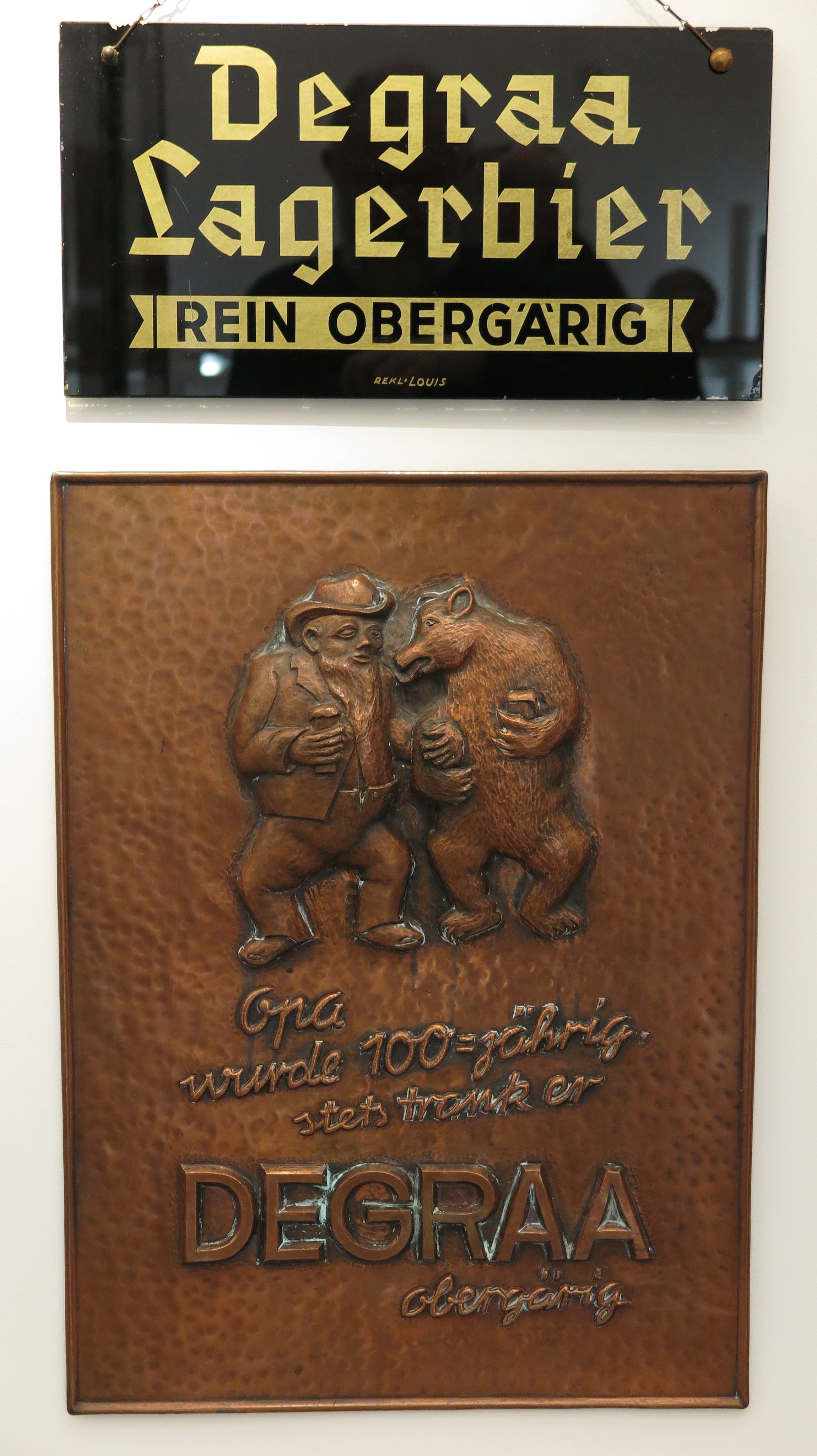
Degraa Werbetafeln

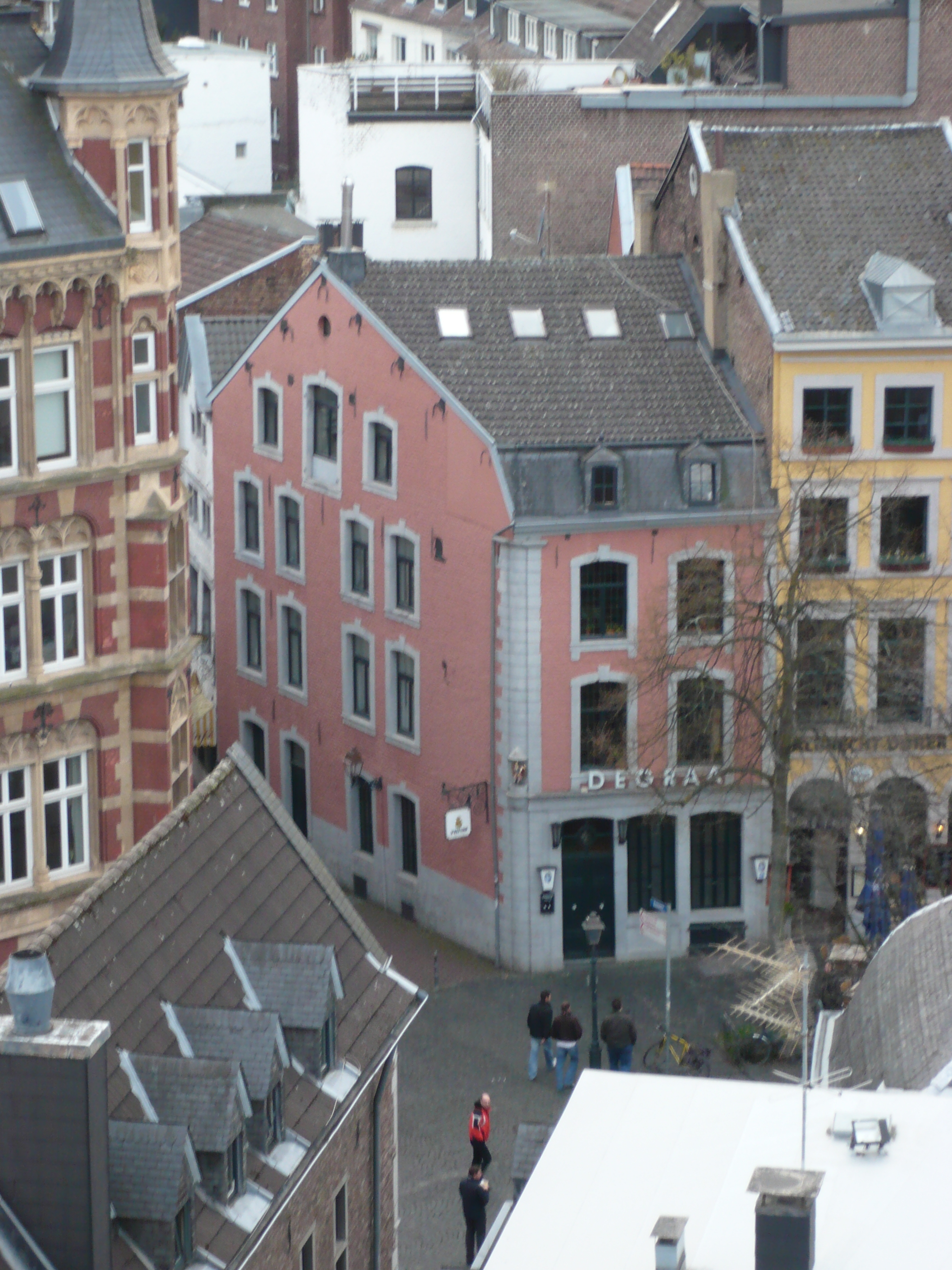
Degraa am Fischpüddelchen

Die Brauerei und Brennerei Jos. Degraa Erben KG wurde 1821 durch Peter Josef Degraa in Aachen gegründet. 1888 kaufte Joseph Degraa die 1850 gegründete Brauerei und Brennerei Bärenhof von dem Brauer Christian Körfer hinzu. Degraa braute ab 1932 hauptsächlich unter dem Namen Degraa Obergärig ein helles obergäriges Lagerbier nach kölscher Brauart. 1941 wurde der Bärenhof bei einem Bombenangriff durch eine Fliegerbombe zerstört und erst 1949 mitsamt Bierkeller wieder aufgebaut. 1985 brannte das Gebäude bis auf die Grundmauern ab und wurde 1987 nochmals aufgebaut.
Bekannt war vor allem der 1955 geprägte Werbeslogan der Brauerei „Opa wurde 100jährig – stets trank er Degraa obergärig“. Persifliert wurde der Spruch im Aachener Volksmund durch den Zusatz „Oma wurde 110 – hatte Degraa nie geseh'n“. Selbst der Werbespruch „Oecher drenkt oecher Bier“ verhinderte nicht die 1989 notwendig gewordene Übernahme der Brauerei durch die Kölner Dombrauerei, die aus rein marktpolitischen Gründen erfolgte und die Einstellung des Braubetriebes nach sich zog.
Einige ehemalige Degraa-Brauhäuser in Aachen erinnern heute noch mit ihrem Namen an die ehemals regionale Bierspezialität, so zum Beispiel das neben dem Bärenhof bekannte Aachener Brauhaus am Theater, in dem sich neben dem sogenannten Brauereiausschank auch noch die kleinste Kneipe Europas befindet.
Ab dem 1. Juli 2011 gab es wieder ein Bier namens Degraa, welches zunächst im Lohnbrauverfahren in Krefeld gebraut wurde. Allerdings handelte es sich nun um ein Pilsner Bier. Nachdem sich Helmut Schwichtenberg, der Sohn des letzten Degraa-Braumeisters Karl-Heinz Schwichtenberg, bereits 2007 die Markenrechte an Degraa gesichert hatte, produzierte er mit Otto Schneider Degraa Pils.
Die Produktion wurde im Mai 2014 wieder eingestellt.

## Andere ehemalige Brauereien in Aachen
- Aachener Bürgerbräu – 1481–1973 Aachener Bürgerbräu Peter Wiertz GmbH
- Aachener Karlsbräu – bis 1973 Brauerei Decker & Söhne
- Abtei Bräu – 1839–1970 Abtei-Bräu Josef Schmitz KG in Kornelimünster
- Klinkenberg Bräu – 1852–1985 Brauerei W. Klinkenberg KG in Haaren
- Walfisch-Brauerei – 1490–1969, ab 1922 Walfisch-Brauerei Fr. Hamacher KG in der Pontstraße 99[2]
- Brauerei zum Walfischer GmbH[3]